# Todas hieren
Todas hieren és una pel·lícula espanyola del 1998 dirigida per Pablo Llorca, en la que és la seva tercera pel·lícula. Es tracta d'un drama fantàstic sobre l'amor ple de personatges enigmàtics. El títol és extret del vers llatí "Totes fereixen, només l'última mata".

## Sinopsi
Després de passar 15 anys en un camp de concentració, Sartorius torna al seu poble a la recerca de la seva esposa. Al tren coneix una parella jove, Beatriz i Bruno, i plegats es dirigeixen a la mansió de l'excèntric arquitecte Bergmann on se suposa que es trobarà amb la seva dona; però els esdeveniments no es produiran com s'espera...

## Repartiment
- Luis Miguel Cintra... Bergmann
- Leonor Watling... Beatriz
- Eusebio Lázaro… Sartorius
- José María Caffarel... 	Finsterlin
- Alberto Jiménez... Bruno
- Luz Ceballos... 	Flora
- Ramon Colomina ... 	Blai
- Cesáreo Estébanez... 	Max Merkel
- Luis Flete ... 	Doctor

## Premis
Leonor Watling fou guardonada amb el premi a la millor actriu espanyola a la 43a edició dels Premis Sant Jordi de Cinematografia.